# 曹喈
曹喈（？—？），魏文帝曹丕之子。母不详，字仲雍，出生两月夭折。曹植为其作《仲雍哀辞》。